# Cauchyjeva matrika
Cauchyjeva matríka [košíjeva ~] je matrika z razsežnostjo {\displaystyle m\times n\,}, ki ima elemente v obliki:
{\displaystyle c_{ij}={\frac {1}{x_{i}-y_{j}}};\quad x_{i}-y_{j}\neq 0,\quad 1\leq i\leq m,\quad 1\leq j\leq n\!\,,}
kjer je:
- {\displaystyle x_{i}\,} element obsega {\displaystyle {\mathcal {F}}}, elementi se med seboj razlikujejo
- {\displaystyle y_{j}\,} element obsega {\displaystyle {\mathcal {F}}}, elementi se med seboj razlikujejo

Cauchyjeva matrika je posebni primer Hilbertove matrike, kjer je:
{\displaystyle x_{i}-y_{j}=i+j-1\!\,.}
Vsaka podmatrika Cauchyjeve matrike je tudi Cauchyjeva matrika. 
Imenuje se po francoskem inženirju in matematiku Augustinu Louisu Cauchyju (1789 – 1857).

## Determinanta
Determinanta Cauchyjeve matrike se določi po naslednjem obrazcu:
{\displaystyle \det \mathbf {A} ={{\prod _{i=2}^{n}\prod _{j=1}^{i-1}(x_{i}-x_{j})(y_{j}-y_{i})} \over {\prod _{i=1}^{n}\prod _{j=1}^{n}(x_{i}-y_{j})}}\!\,.}
Determinanta je vedno neničelna, kar pomeni, da je Cauchyjeva matrika obrnljiva. Elementi obrnjene matrike {\displaystyle A^{-1}=B=b_{ij}\,} so enaki:
{\displaystyle b_{ij}=(x_{j}-y_{i})A_{j}(y_{i})B_{i}(x_{j})\!\,,}
kjer je:
- {\displaystyle A_{i}(x)\,} Lagrangeev polinom za {\displaystyle x_{i}\,}
- {\displaystyle B_{i}(x)\,} Lagrangeev polinom za {\displaystyle y_{i}\,}

kar je enako
{\displaystyle A_{i}(x)={\frac {A(x)}{A^{\prime }(x_{i})(x-x_{i})}}\quad {\text{in}}\quad B_{i}(x)={\frac {B(x)}{B^{\prime }(y_{i})(x-y_{i})}},}
in kjer je:
{\displaystyle A(x)=\prod _{i=1}^{n}(x-x_{i})\quad {\text{in}}\quad B(x)=\prod _{i=1}^{n}(x-y_{i}).}.

## Posplošitev
Vsaka matrika {\displaystyle C\,} je Cauchyjevi podobna, če imajo njeni elementi obliko:
{\displaystyle c_{ij}={\frac {r_{i}s_{j}}{x_{i}-y_{j}}}\!\,.}